# معركة فورنوفو
دارت معركة فورنوفو على بعد 30 كيلومتراً إلى الجنوب الغربي من مدينة بارما يوم 6 يوليو 1495. نجحت خلالها عصبة البندقية في طرد القوات الفرنسية مؤقتاً من شبه الجزيرة الإيطالية. كانت هذه المعركة أولى المعارك الكبرى في الحروب الإيطالية.